# Moscova
Moscova – stacja metra w Mediolanie, na linii M2. Znajduje się na via della Moscova, w Mediolanie i zlokalizowana jest pomiędzy stacjami Porta Garibaldi, a Lanza. Została otwarta w 1978.